# Matjaž Koželj
Matjaž Kozelj (Maribor, Eslovenia, 12 de marzo de 1970) es un nadador retirado especializado en pruebas de estilo mariposa. Fue medalla de bronce en la prueba de 200 metros mariposa durante el Campeonato Europeo de Natación de 1989.
Representó a Yugoslavia durante los Juegos Olímpicos de Seúl 1988 y a Eslovenia durante los Juegos Olímpicos de Barcelona 1992.

## Palmarés internacional
| Campeonato Europeo de Natación | Campeonato Europeo de Natación | Campeonato Europeo de Natación | Campeonato Europeo de Natación |
| Año                            | Lugar                          | Medalla                        | Prueba                         |
| ------------------------------ | ------------------------------ | ------------------------------ | ------------------------------ |
| 1989                           | Bonn (RFA)                     | Medalla de bronce              | 200 m mariposa                 |